# SD Gundam: G Generation Portable
SD Gundam: G Generation Portable est un jeu vidéo de stratégie développé et édité par Namco Bandai Games en août 2006 sur PlayStation Portable. C'est une adaptation en jeu vidéo de la série basée sur l'anime Mobile Suit Gundam et notamment Super Deformed Gundam, Mobile Suit Gundam SEED et Mobile Suit Gundam SEED Destiny. Ce jeu est une version remaniée du jeu SD Gundam: G Generation-F sorti en 2000 sur PlayStation auquel a été substituée l'histoire avec celle de Mobile Suit Gundam SEED et Mobile Suit Gundam SEED Destiny,,.